# 체코계 미국인
체코계 미국인(영어: Czech Americans, 체코어: Čechoameričané)은 보헤미아, 모라바, 체코령 실레시아 등 보헤미아 왕관령을 지칭하는 체코 땅에서 전적으로 또는 부분적으로 기원한 미국 시민이다. 이 땅들은 시간이 지남에 따라 보헤미아 왕국, 오스트리아 제국, 체코슬로바키아, 체코 등 다양한 국가들에 의해 통치되어 왔다. 체코 땅에서 미국으로 이주한 독일인들은 일반적으로 독일계 미국인, 더 구체적으로는 독일 보헤미안계 미국인으로 식별된다. 2000년 미국 인구조사국에 따르면, 체코 전체 또는 부분적으로 체코 혈통을 가진 미국인은 1,262,527명이며, 이들 외에도 441,403명의 체코슬로바키아인으로 자신의 조상을 나열하고 있다. 미국 내 체코인에 대한 역사적 정보는 밀라 레치글과 같은 사람들 덕분에 얻을 수 있다.

## 역사
체코인들이 북미 해안에 진입한 첫 번째 기록된 사례는 1585년 월터 롤리 경이 조직한 탐험가들의 탐험을 이끌고 노스캐롤라이나주 로어노크 식민지에 온 보헤미아 유대인 광산 엔지니어 프라하의 요아힘 간스 (1552년~1618년)이다.

### 뉴욕의 체코인
19세기와 20세기 대부분 동안 맨해튼 어퍼이스트사이드는 체코, 슬로바키아, 아일랜드, 폴란드, 독일, 헝가리 이민자들이 거주하는 중산층 지역이었다. 체코인들은 19세기 후반에 더 많은 수로 이주하기 시작했으며, 그 중 많은 수가 1848년 유럽을 휩쓴 혁명의 물결 이후 이주한 정치적 난민이었다.
처음에는 그들이 로어이스트사이드로 몰려들었지만, 독일 공동체의 확장으로 인해 보헤미안인들은 나중에 헝가리인들과 함께 요크빌로 이주하기 시작했다.
19세기 말까지 많은 체코인과 슬로바키아인들이 이미 어퍼이스트사이드에 정착했으며, 대부분 65번가와 73번가 사이에 위치해 있었다. 이 지역은 리틀 보헤미아로 알려져 있다. 1900년 《뉴욕 타임스》는 뉴욕에 약 75,000명의 보헤미안인이 거주하고 있으며, 그 중 약 55,000명이 맨해튼 동쪽에 살고 있다고 보도했다. 이스트 72번가는 그곳에 살던 모든 체코인들 때문에 "보헤미안 브로드웨이"라는 별명으로도 불렸다. 이 지역에는 많은 체코 상점, 술집, 클럽, 극장이 있었다.
1924년에 "뉴욕과 체코인들"이라는 제목의 기사는 "도시의 어떤 부분도 프라하를 50번가만큼 닮을 수 없으며, 70번가까지 갈 수 있다"고 주장했다. 기사에서는 터널과 심지어 거리도 있다고 설명하며, 이는 2층 높이의 돌계단을 통해서만 도달할 수 있으며, 자갈 포장도로와 아치형 골목길에 대해서도 언급하고 있다.
그 후로 이 동네의 흔적은 대부분 사라졌지만, 1867년에 설립된 학교, 소콜이라는 이름의 체코 체조 협회 및 커뮤니티 센터, 그리고 두 개의 교회를 포함한 많은 체코 기관들이 여전히 이 지역에서 찾아볼 수 있다.